# Chrášťany (district de Benešov)
Pour les articles homonymes, voir Chrášťany.
Chrášťany (en allemand : Chrastian) est une commune du district de Benešov, dans la région de Bohême-Centrale, en République tchèque. Sa population s'élevait à 235 habitants en 2020.

## Géographie
Chrášťany se trouve à 5 km au sud de Týnec nad Sázavou, à 8 km à l'ouest de Benešov et à 34 km au sud-sud-est de Prague.
La commune est limitée par Chářovice et Týnec nad Sázavou au nord, par Václavice à l'est, par Neveklov au sud et à l'ouest et par Netvořice au nord-ouest.

## Histoire
La première mention écrite de la localité date de 1318.